# Mehmed Alispahić
Mehmed Alispahić (Bugojno, 24. studenog 1987.) bosanskohercegovački je nogometaš koji trenutačno nastupa za Junak Sinj.
U Šibenik je došao iz Iskre iz Bugojna u ljeto 2008. godine. Svoj debi za šibenski sastav imao je već u prvom kolu nove sezone protiv zaprešićkog prvoligaša (2:3), a prvi zgoditak čekao je do 6. kola protiv NK Zagreba (1:1). 30. prosinca 2010. u medijima se pojavila informacija da je Alispahić prešao u GNK Dinamo Zagreb, što je kasnije njegov menadžer demantirao. Ipak, nekoliko dana kasnije je objavljeno da je Mehmed potpisao predugovor s Dinamom, ali se nije priključio Dinamo zbog toga što se dva kluba nisu mogla dogovoriti oko odštete. U lipnju 2011. priključuje se Dinamu kao slobodan igrač.
U zimu 2013. prelazi iz zagrebačkog Dinama u HNK Rijeku, gdje se zadržao do siječnja 2015. kada prelazi u FK Sarajevo.
U siječnju 2017. je bosanskohercegovački veznjak prešao iz HNK Šibenika u bahreinski Al-Ahli Club. U Manami je Alispahić potpisao ugovor do ljeta 2017.
On je igrač veznoga reda.